# Shenay Perryová
Shenay Perryová (* 6. července 1984, Washington, D.C., USA) je současná americká profesionální tenistka. Jejím nejvyšším umístěním na žebříčku WTA ve dvouhře bylo 40. místo (28. srpen 2006) a ve čtyřhře 97. místo (8. prosinec 2003). Na okruhu WTA dosud nevyhrála žádný turnaj. Na okruhu ITF zvítězila na 9 turnajích ve dvouhře a 7 turnajích ve čtyřhře.

## Finálové účasti na turnajích WTA (0)
Žádného finále na WTA se neúčastnila.

## Vítězství na okruhu ITF (16)

### Dvouhra (9)
| Č. | Datum              | Turnaj        | Dotace   | Povrch    | Soupeřka ve finále         | Výsledek      |
| 1. | 2. březen, 2003    | Saint Paul    | 50 000 $ | tvrdý (h) | María Ventová-Kabchiová    | 6-2, 6-4      |
| 2. | 6. červenec, 2003  | Los Gatos     | 50 000 $ | tvrdý     | Amber Liuová               | 6-0, 7-5      |
| 3. | 3. říjen, 2004     | Troy          | 50 000 $ | tvrdý     | María Emilia Salerniová    | 6-2, 6-2      |
| 4. | 24. říjen, 2004    | Cary          | 50 000 $ | tvrdý     | Kelly McCainová            | 4-6, 6-4, 7-5 |
| 5. | 14. listopad, 2004 | Pittsburgh    | 50 000 $ | tvrdý (h) | Sofia Arvidssonová         | 6-2, 6-1      |
| 6. | 5. březen, 2006    | Las Vegas     | 75 000 $ | tvrdý     | Emma Laineová              | 6-1, 6-4      |
| 7. | 19. říjen, 2008    | Lawrenceville | 50 000 $ | tvrdý     | Julie Dittyová             | 6-1, 6-3      |
| 8. | 26. duben, 2009    | Dothan        | 75 000 $ | antuka    | Carly Gullicksonová        | 4-6, 6-1, 6-3 |
| 9. | 27. září, 2009     | Albuquerque   | 75 000 $ | tvrdý     | Barbora Záhlavová-Strýcová | 7-5, 6-2      |

### Čtyřhra (7)
| Č. | Datum              | Turnaj    | Dotace   | Povrch    | Partnerka                   | Soupeřky ve finále                         | Výsledek       |
| 1. | 7. říjen, 2001     | Aventura  | 10 000 $ | antuka    | Milangela Moralesová        | Jekatěrina Afinogenovová Neyssa Etienneová | bez boje       |
| 2. | 26. leden, 2003    | Fullerton | 50 000 $ | tvrdý     | Bethanie Matteková-Sandsová | Anouska van Exelová Elizabeth Schmidtová   | 6-3, 6-2       |
| 3. | 5. říjen, 2003     | Troy      | 50 000 $ | tvrdý     | Bethanie Matteková-Sandsová | Lindsay Leeová-Watersová Petra Rampreová   | 6-2, 2-6, 6-4  |
| 4. | 16. listopad, 2003 | Eugene    | 50 000 $ | tvrdý (h) | Teryn Ashleyová             | Alina Židkovová Taťána Pučeková            | 3-6, 6-2, 6-4  |
| 5. | 19. leden, 2008    | Surprise  | 25 000 $ | tvrdý     | Carly Gullicksonová         | Maria Fernanda Alvesová Betina Jozamiová   | 6-4, 7-5       |
| 6. | 2. únor, 2008      | La Quinta | 25 000 $ | tvrdý     | Carly Gullicksonová         | Angelika Bachmannová Teťana Lužanská       | 6-1, 6-4       |
| 7. | 10. únor, 2008     | Midland   | 75 000 $ | tvrdý (h) | Ashley Harkleroadová        | Surina de Beerová Rika Fudžiwarová         | 3-6, 6-4, 10-6 |

## Fed Cup
Shenay Perryová se zúčastnila 1 zápasu ve Fed Cupu za tým Spojených států amerických s bilancí 0-1 ve čtyřhře.

## Postavení na žebříčku WTA na konci sezóny

### Dvouhra
| Rok    | 2000 | 2001   | 2002   | 2003   | 2004  | 2005   | 2006  | 2007   | 2008   | 2009   |
| Pořadí | 813. | ▲ 617. | ▲ 268. | ▲ 143. | ▲ 69. | ▼ 112. | ▲ 43. | ▼ 216. | ▼ 238. | ▲ 115. |

### Čtyřhra
| Rok    | 2001 | 2002   | 2003   | 2004   | 2005 | 2006   | 2007 | 2008   | 2009   |
| Pořadí | 382. | ▲ 279. | ▲ 105. | ▼ 212. | ▼x   | ▲ 326. | ▼x   | ▲ 186. | ▼ 219. |